# یواس‌اس چیماریکو (ای‌تی‌اف-۱۵۴)
یواس‌اس چیماریکو (ای‌تی‌اف-۱۵۴) (به انگلیسی: USS Chimariko (ATF-154)) یک کشتی بود که طول آن ۲۰۵ فوت (۶۲ متر) بود. این کشتی در سال ۱۹۴۴ ساخته شد.